# Euphorbia decidua
Euphorbia decidua P.R.O.Bally & L.C.Leach es una especie fanerógama perteneciente a la familia Euphorbiaceae. Es endémica de Congo, Tanzania, Malaui, Zambia y Zimbabue.

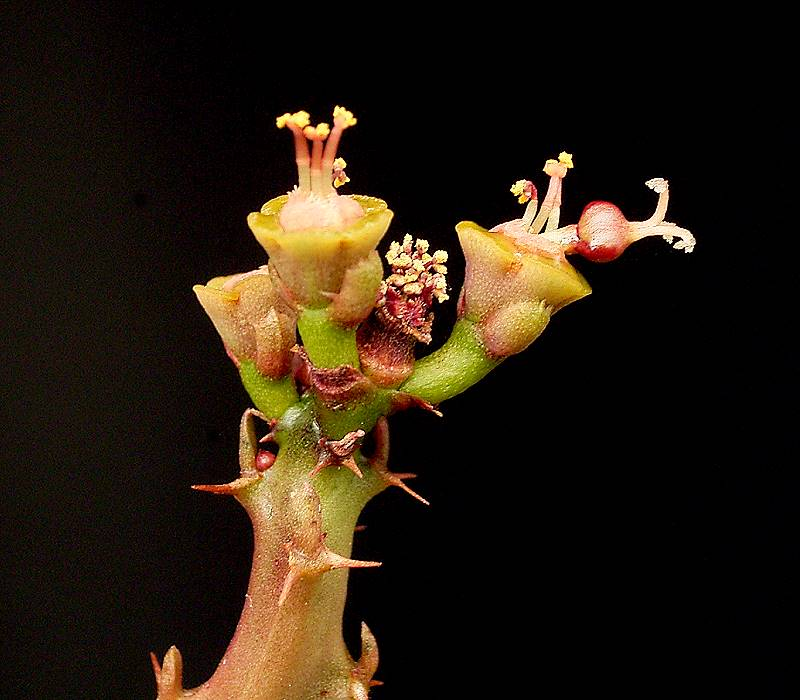
Ciato

## Descripción
Euphorbia decidua es una  planta perenne, menor de 180 cm de altura,  florece de abril a junio. Las flores son de color amarillo-verdoso, amarillo o rojo; las flores femeninas llevan un período de tres  pistilos  que produce a veces tres o más semillas. 

## Taxonomía
Euphorbia decidua fue descrita por P.R.O.Bally & L.C.Leach y publicado en Kirkia 10: 293. 1975.
Etimología
Euphorbia: nombre genérico que deriva del médico griego del rey Juba II de Mauritania (52 a 50 a. C. - 23), Euphorbus, en su honor – o en alusión a su gran vientre –  ya que usaba médicamente Euphorbia resinifera. En 1753 Carlos Linneo asignó el nombre a todo el género.
decidua: epíteto latino que significa "caducifolia".